# Villers-sur-Authie
Villers-sur-Authie is een gemeente in het Franse departement Somme (regio Hauts-de-France) en telt 364 inwoners (2004). De plaats maakt deel uit van het arrondissement Abbeville.

## Geografie
De oppervlakte van Villers-sur-Authie bedraagt 12,2 km², de bevolkingsdichtheid is 29,8 inwoners per km².
De onderstaande kaart toont de ligging van Villers-sur-Authie met de belangrijkste infrastructuur en aangrenzende gemeenten.

## Demografie
Onderstaande figuur toont het verloop van het inwonertal (bron: INSEE-tellingen).